# Girls' Generation-TTS
Girls' Generation-TTS (кор. 소녀시대-태티서, також відомі як TTS, TaeTiSeo та Girls' Generation-TaeTiSeo) — перший підрозділ південнокорейського жіночого гурту Girls' Generation, сформований лейблом SM Entertainment у 2012 році. Колектив складається з трьох учасниць: Тейон, Тіффані та Сохьон. Гурт випустив три мініальбоми: Twinkle, Holler і Dear Santa.

## Історія
Протягом 2012 року південнокорейський жіночий гурт Girls' Generation пішов у неоголошену перерву, оскільки більшість учасниць зосередилися на індивідуальній діяльності. Деякі знімалися в телевізійних драмах, а інші брали участь у різних телевізійних програмах. Підрозділ TTS створили, тому що учасниці Тейон, Тіффані та Сохьон хотіли продовжувати музичну діяльність. Усі троє тоді були ведучими щотижневої музичної програми Show! Music Core. 19 квітня 2012 року SM Entertainment офіційно оголосив про створення підрозділу та натякнув на можливість створення інших майбутніх підгуртів". Порівняно з оригінальним колективом, де більше уваги приділялося гуртовому виконанню пісень і танцювальним виступам, TTS зосередився на вокальних здібностях кожної учасниці. Назва «TaeTiSeo» або «TTS» складається з перших складів або літер Тейон (англ. Taeyeon), Тіффані (англ. Tiffany) та Сохьон (англ. Seohyun).

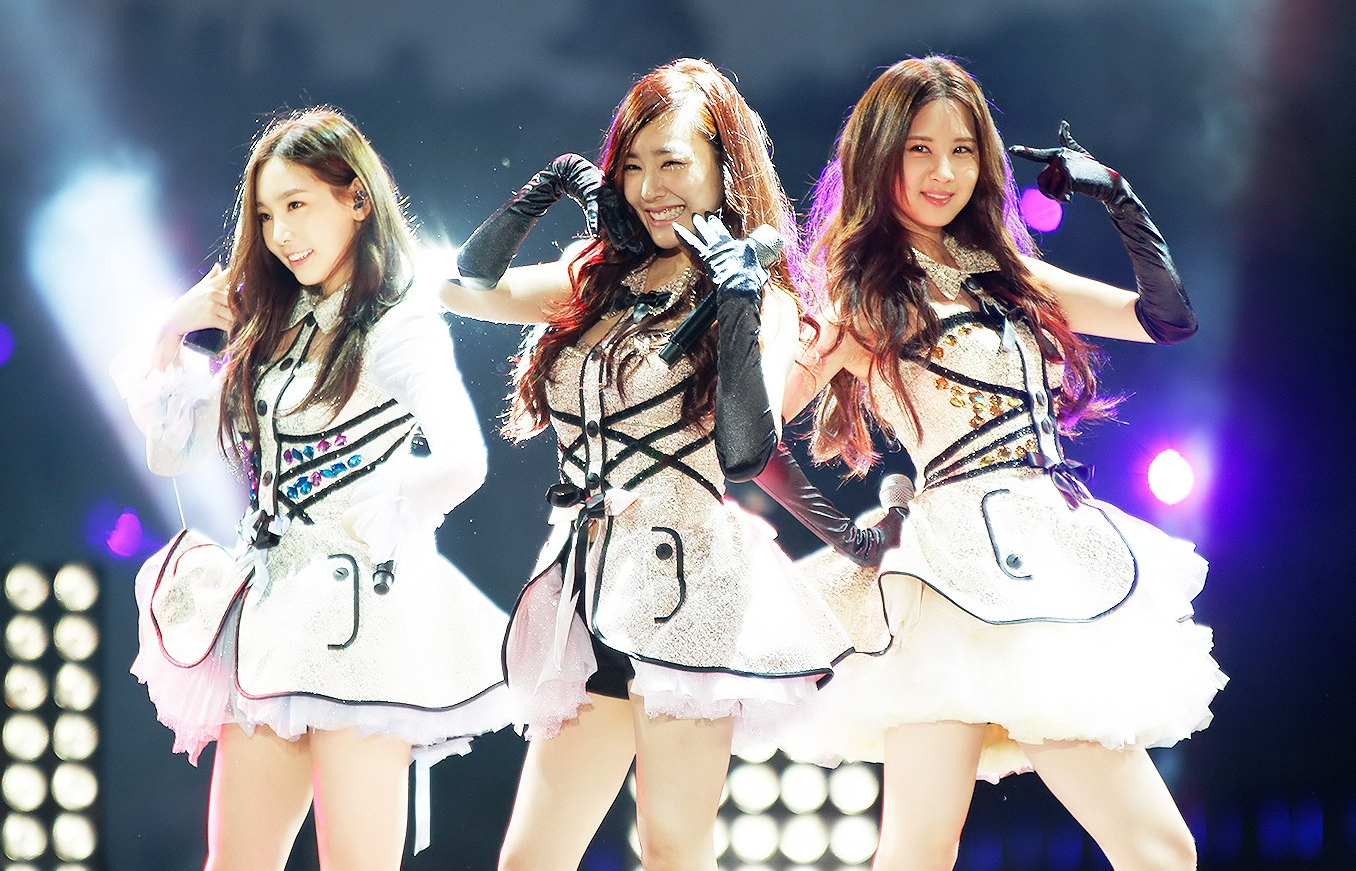
TaeTiSeo на Suncheon Bay Garden Expo International K-POP Concert, 31 серпня 2013 року

Їхній дебютний міні-альбом Twinkle був випущений 30 квітня 2012 року. Він став першим альбомом корейського виконавця, який очолив чарт Billboard World Albums. Тоді ж він посів 126 місце в хіт-параді Billboard 200, що стало найкращим результатом поміж корейських виконавців у тому чарті. Однойменний головний трек (станом на липень 2014 року) розійшовся тиражем у 2 520 485 цифрових копій в Кореї, а альбом — 155 521 копій. TTS став першим саб-юнітом, який здобув «потрійну корону» на південнокорейських музичних шоу (тобто займав перше місце протягом трьох тижнів поспіль).
У вересні 2014 року гурт випустив другий мініальбом Holler, який згодом розійшовся накладом 87 513 копій. Альбом посів перше місце у південнокорейському чарті Gaon Album Chart і світовому Billboard World Albums, що зробило TTS третім корейським виконавцем та першим жіночим артистом, який понад один раз очолював хіт-парад World Albums. Під час інтерв'ю Billboard три співачки поділилися: «Цей альбом був справді особистим для нас, і було весело… представити набагато більш сиру сторону нашої музики… Нашої головною метоб було розважати не візуально, а вокально». Сохьон написала текст для пісні «Only U», а Тіффані виступила візуальним режисером відеокліпу «Holler». Під час рекламних акцій учасниці взяли участь у реаліті-шоу «ТеТіСо» англ. The TaeTiSeo, в якому розповіли про своє повсякденне життя і підготовку до альбому.
У грудні 2015 року TTS випустили третій мініальбом — спеціальний різдвяний подарунок для шанувальників під назвою Dear Santa. Альбом посів друге місце в Gaon Albums Chart і був розпроданий тиражем 60 456 копій. Текст головного треку «Dear Santa» написала Сохьон. Частину прибутку від продажів альбому TTS пожертвували в благодійну кампанію під назвою «SMile for U», проведену SM Entertainment спільно з ЮНІСЕФ.
9 жовтня 2017 року стало відомо, що Тіффані та Сохьон відмовилися продовжувати свої контракти з SM і пішли з агентства, проте ані Girls' Generation, ані TTS не були розформовані, тому в майбутньому дівчата зможуть повернутися на сцену, будучи в різних компаніях.

## Учасниці

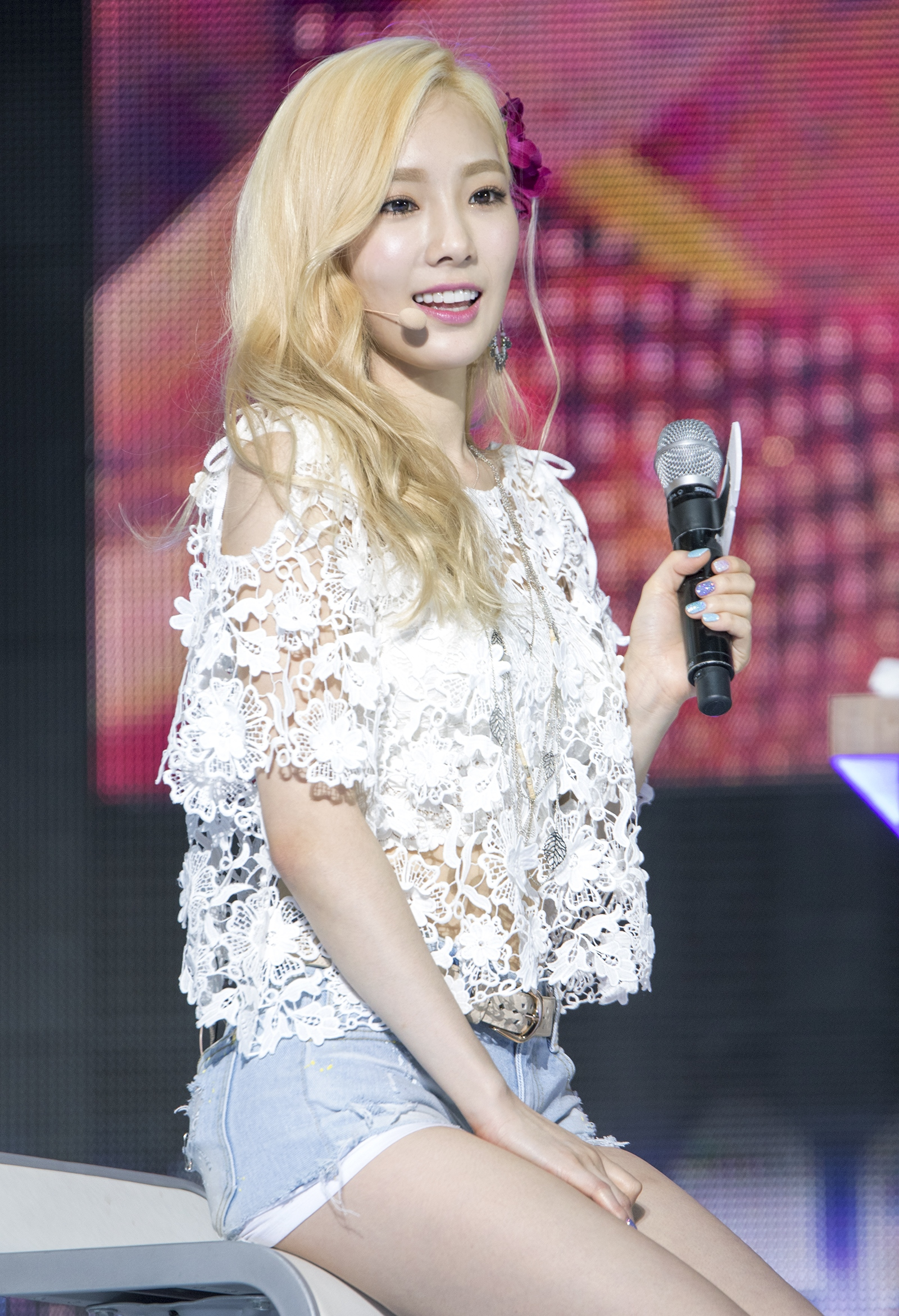
Тейон
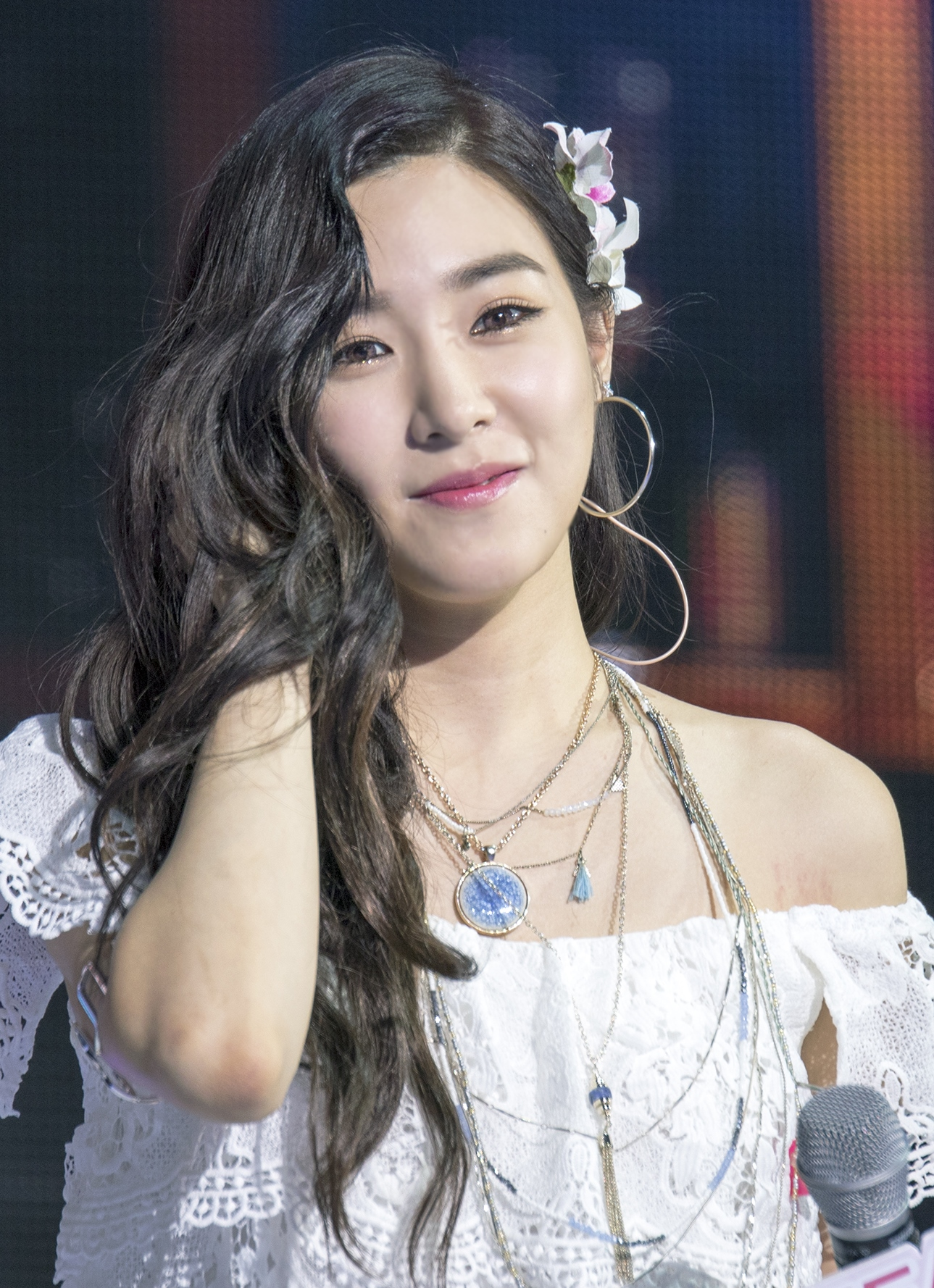
Тіффані
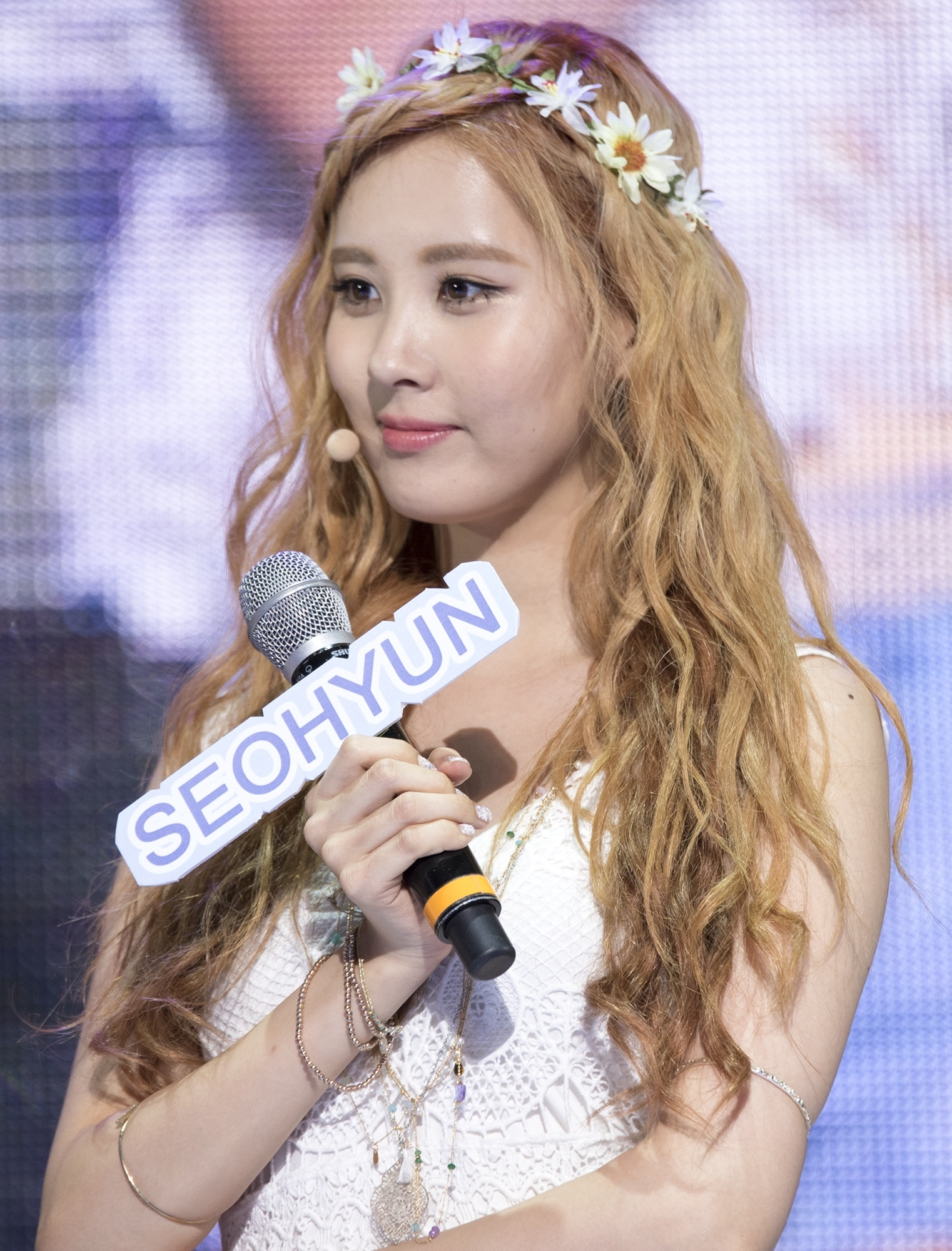
Сохьон

| Псевдонім | Псевдонім     | Справжнє ім'я                 | Справжнє ім'я        | Дата народження           | Позиція в гурті                                                       |
| Основной  | Справжнє ім'я | Основной                      | Справжнє ім'я        | Дата народження           | Позиція в гурті                                                       |
| --------- | ------------- | ----------------------------- | -------------------- | ------------------------- | --------------------------------------------------------------------- |
| Тейон     | 태연          | Кім Тейон                     | 김태연               | 9 березня 1989 (36 років) | Головна вокалістка, ведуча танцюристка, ведуча реперка, обличчя гурту |
| Тіффані   | 티파니        | Стефані Йон Хван / Хван Мійон | 스테파니 황 / 황미영 | 1 серпня 1989 (35 років)  | Головна реперка, ведуча вокалістка, центр                             |
| Сохьон    | 서현          | Со Джухьон                    | 서주현               | 28 червня 1991 (33 роки)  | Лідер, головна танцюристка, ведуча вокалістка, віжуал, макне          |

## Дискографія

### Мініальбоми
| Назва                                                                       | Деталі                                                                                | Пікові позиції у чартах | Пікові позиції у чартах | Пікові позиції у чартах | Пікові позиції у чартах | Пікові позиції у чартах | Продажі                                                |
| Назва                                                                       | Деталі                                                                                | KOR                     | JPN                     | US                      | US World                | US Heat.                | Продажі                                                |
| --------------------------------------------------------------------------- | ------------------------------------------------------------------------------------- | ----------------------- | ----------------------- | ----------------------- | ----------------------- | ----------------------- | ------------------------------------------------------ |
| Twinkle                                                                     | - Реліз: 29 квітня 2012 - Лейбл: SM Entertainment - Формат: CD, цифрове завантаження  | 1                       | 6                       | 126                     | 1                       | 2                       | - Південна Корея: 164 621 - Японія: 27 768 - США: 3000 |
| Holler                                                                      | - Реліз: 16 вересня 2014 - Лейбл: SM Entertainment - Формат: CD, цифрове завантаження | 1                       | 23                      | —                       | 1                       | 11                      | - Південна Корея: 97 969 - Японія: 12 758              |
| Dear Santa                                                                  | - Реліз: 4 грудня 2015 - Лейбл: SM Entertainment - Формат: CD, цифрове завантаження   | 2                       | 25                      | —                       | 4                       | 14                      | - Південна Корея: 65 894 - Японія: 7845                |
| «—» позначає реліз, який не потрапив у чарт або не вийшов на цій території. |                                                                                       |                         |                         |                         |                         |                         |                                                        |

### Сингли
| Назва                                                                       | Рік  | Пікові позиції у чартах | Пікові позиції у чартах | Пікові позиції у чартах | Продажі                     | Альбом     |
| Назва                                                                       | Рік  | KOR                     | KOR Hot                 | US World                | Продажі                     | Альбом     |
| --------------------------------------------------------------------------- | ---- | ----------------------- | ----------------------- | ----------------------- | --------------------------- | ---------- |
| «Twinkle»                                                                   | 2012 | 1                       | 2                       | 4                       | - Південна Корея: 2 528 880 | Twinkle    |
| «Whisper» (내가 네게)                                                       | 2014 | 4                       | —                       | —                       | - Південна Корея: 346 386   | Holler     |
| «Holler»                                                                    | 2014 | 3                       | —                       | 6                       | - Південна Корея: 466 694   | Holler     |
| «Dear Santa»                                                                | 2015 | 7                       | —                       | 7                       | - Південна Корея: 486 713   | Dear Santa |
| «—» позначає реліз, який не потрапив у чарт або не вийшов на цій території. |      |                         |                         |                         |                             |            |

### Інші пісні в чартах
| Назва                                        | Рік  | Пікові позиції в чартах | Пікові позиції в чартах | Альбом     |
| Назва                                        | Рік  | KOR                     | KOR Hot                 | Альбом     |
| -------------------------------------------- | ---- | ----------------------- | ----------------------- | ---------- |
| «Baby Steps»                                 | 2012 | 15                      | 22                      | Twinkle    |
| «OMG (Oh My God)»                            | 2012 | 26                      | 44                      | Twinkle    |
| «Library»                                    | 2012 | 33                      | 75                      | Twinkle    |
| «Goodbye, Hello» (안녕)                      | 2012 | 32                      | 59                      | Twinkle    |
| «Love Sick» (처음이었죠)                     | 2012 | 28                      | 58                      | Twinkle    |
| «Checkmate» (체크메이트)                     | 2012 | 44                      | 89                      | Twinkle    |
| «Adrenaline» (아드레날린)                    | 2014 | 42                      | —                       | Holler     |
| «Only U»                                     | 2014 | 51                      | —                       | Holler     |
| «Stay»                                       | 2014 | 69                      | —                       | Holler     |
| «Eyes»                                       | 2014 | 75                      | —                       | Holler     |
| «Merry Christmas»                            | 2015 | 29                      | —                       | Dear Santa |
| «Winter Story» (겨울을 닮은 너)              | 2015 | 41                      | —                       | Dear Santa |
| «First Snow» (첫눈처럼)                      | 2015 | 51                      | —                       | Dear Santa |
| «I Like the Way»                             | 2015 | 57                      | —                       | Dear Santa |
| «—» позначає реліз, який не потрапив у чарт. |      |                         |                         |            |

## Фільмографія

### Телебачення
| Рік  | Назва        | Нотатки     |
| ---- | ------------ | ----------- |
| 2014 | The TaeTiSeo | Реаліті-шоу |

### Відеокліпи
| Назва                            | Рік  | Режисер   | Прим.  |
| -------------------------------- | ---- | --------- | ------ |
| «Twinkle»                        | 2012 | Невідомий | [ 50 ] |
| «OMG (Oh My God)»                | 2012 | Невідомий | [ 51 ] |
| «Holler»                         | 2014 | Хон Вонкі | [ 53 ] |
| «Dear Santa»                     | 2015 | Невідомий | [ 54 ] |
| «Dear Santa» (англійська версія) | 2015 | Невідомий | [ 55 ] |

## Нагороди та номінації
| Премія                   | Рік  | Категорія                                  | Номінант / Праця      | Результат | Прим.         |
| ------------------------ | ---- | ------------------------------------------ | --------------------- | --------- | ------------- |
| Gaon Chart K-Pop Awards  | 2013 | Альбом року (другий квартал)               | Twinkle               | Перемога  | [ 56 ]        |
| Gaon Chart K-Pop Awards  | 2013 | Пісня року (травень)                       | «Twinkle»             | Перемога  | [ 56 ]        |
| Golden Disc Awards       | 2013 | Диск-Тесан                                 | Twinkle               | Номінація | [ 57 ]        |
| Golden Disc Awards       | 2013 | Цифровий Тесан                             | Twinkle               | Номінація | [ 57 ]        |
| Golden Disc Awards       | 2013 | Нагорода за популярність                   | Girls' Generation-TTS | Номінація | [ 57 ]        |
| Golden Disc Awards       | 2015 | Диск-Понсан                                | Holler                | Перемога  | [ 58 ]        |
| Golden Disc Awards       | 2015 | Диск-Тесан                                 | Holler                | Номінація | [ 58 ]        |
| Melon Music Awards       | 2012 | Топ-10 артистів                            | «Twinkle»             | Номінація | [ 59 ]        |
| Mnet 20's Choice Awards  | 2012 | Модна музика 20-х                          | Girls' Generation-TTS | Перемога  | [ 60 ]        |
| Mnet Asian Music Awards  | 2012 | Найкращий жіночий гурт                     | Girls' Generation-TTS | Номінація | [ 61 ]        |
| Mnet Asian Music Awards  | 2012 | Найкращий глобальний гурт                  | Girls' Generation-TTS | Номінація | [ 61 ]        |
| Mnet Asian Music Awards  | 2012 | Артист року                                | Girls' Generation-TTS | Номінація | [ 61 ]        |
| Mnet Asian Music Awards  | 2014 | Найкраще музичне відео                     | «Holler»              | Номінація | [ 62 ]        |
| Mnet Asian Music Awards  | 2014 | Вибір K-Pop-шанувальників (жіночий артист) | Girls' Generation-TTS | Перемога  | [ 62 ]        |
| SBS MTV Best of the Best | 2012 | Найкращі у світі                           | Girls' Generation-TTS | Номінація | [ 63 ]        |
| SBS MTV Best of the Best | 2012 | Артист року                                | Girls' Generation-TTS | Номінація | [ 63 ]        |
| SBS MTV Best of the Best | 2014 | Найкраще жіноче відео                      | «Holler»              | Номінація | [ 64 ]        |
| Seoul Music Awards       | 2013 | Великий приз (Понсан)                      | «Twinkle»             | Номінація | [ 65 ]        |
| Seoul Music Awards       | 2013 | Нагорода за популярність                   | «Twinkle»             | Номінація | [ 65 ]        |
| Seoul Music Awards       | 2015 | Великий приз (Понсан)                      | Holler                | Перемога  | [ 66 ] [ 67 ] |
| Seoul Music Awards       | 2015 | Головний приз (Тесан)                      | Holler                | Номінація | [ 66 ] [ 67 ] |
| Style Icon Awards        | 2014 | Ікона стилю                                | Girls' Generation-TTS | Перемога  | [ 68 ]        |

## Нотатки
1. ↑  Перерва на невизначений термін.